# Muzeum Historii Jugosławii
Muzeum Historii Jugosławii (srb. Muzej istorije Jugoslavije, Музеј историје Југославије) – muzeum znajdujące się w Belgradzie, jedna z atrakcji turystycznych stolicy Serbii. Położone jest w dzielnicy Dedinje (Дедиње), przy ulicy Botićeva (Ботићева).
Zostało otwarte w 1996 roku w miejsce dawnego Muzeum Rewolucji Narodów i Narodowości Jugosławii (Muzej Revolucije naroda i narodnosti Jugoslavije, Музеј Револуције народа и народности Југославије), działającego od lat 60. XX wieku, które połączono z Centrum Pamięci "Josip Broz Tito" (Memorijalni centar "Josip Broz Tito", Меморијални центар "Јосип Броз Тито"), powstałym w 1982 roku.
Obecnie w jego skład wchodzi:
- Muzeum 25 Maja (Muzej 25 maj, Музеј 25. мај), w budynku z 1962 roku,
- Dom Kwiatów, mauzoleum Josipa i Jovanki Broz, dawny ogród zimowy z 1975 roku,
- Stare Muzeum (Stari muzej, Стари музеј), z lat 1964-65.

W Muzeum 25 Maja przechowywano liczne prezenty, zarówno z Jugosławii, jak i z całego świata, które otrzymywał przywódca Jugosławii; obecnie można oglądać je w Starym Muzeum. Pamiątki związane osobiście z marszałkiem oraz jego rzeczy prywatne prezentowane są w Domu Kwiatów. Oprócz tego w muzeum można podziwiać m.in. zbiory archeologiczne, numizmatyczne, filatelistyczne, etnograficzne i historyczne związane głównie z dawną Jugosławią, a zwłaszcza z Josipem Broz Tito.
W przeszłości do Muzeum Rewolucji należało kilka innych budynków, np. Muzeum 4 Lipca (Muzej 4. juli, Музеј 4. јули). Część z nich zajął były prezydent Slobodan Milošević i włączył do swojej rezydencji (odgradzając się od pozostałych obiektów murem), a gmach Muzeum 4 Lipca zwrócono dawnym właścicielom.